# Astral e il nuovo regno
Astral e il nuovo regno (The Other Kingdom) è una sitcom fantasy per adolescenti trasmessa da Nickelodeon dal 10 aprile al 19 giugno 2016.
In Italia la serie è andata in onda dal 10 ottobre al 21 ottobre 2016 su TeenNick.

## Trama
Astral è una principessa del Regno delle Fate. Viene inviata nel mondo degli umani per 90 giorni: frequenterà il liceo e vivrà come una normale teenager. Al termine dei 90 giorni dovrà prendere una decisione: tornare nel Regno delle Fate e diventare regina, oppure rimanere nel mondo degli umani e diventare una supereroina al servizio della pace con i suoi poteri magici e ipsichici.

## Personaggi
- .Astral interpretata da Esther Zynn . È una fata, principessa di Athenia, è affascinata dal mondo umano. È innamorata di Tristan.
- Tristan interpretato da Callan Potter. Il più popolare della scuola, è innamorato di Astral, alla fine si scopre che è una fata anche lui e che è il principe scomparso di Spartania, regno nemico di Athenia.
- Hailey interpretata da Josette Halpert, doppiata da Joy Saltarelli. La ragazza più popolare della scuola, è antipatica e vanitosa, ama Tristan e per questo è in rivalita con Astral.
- Morgan interpretata da Celina Martin, doppiata da Monica Volpe. La migliore amica di Astral nel mondo umano, è la prima a scoprire che Astral è una fata.
- Devon interpretato da Taylor Adams. Amico di Astral, vive nella casa famiglia dove Astral viverà, mentre resta nel mondo umano.
- Brendoni interpretato da Matt Burns (come Troll) e da Adam Peddle (come umano). Il cugino di Astral, per metà fata e metà troll. È un simpaticone.
- Winston interpretato da C.J.Bryd-Vassell. È uno studente di scambio che doveva venire al posto di Astral, ma quando lei arriva lui viene spedito ad Athenia.
- Fior di Pisello interpretata da Torri Webster. Una fata senza ali di Athenia, perché deve ancora guadagnarsele, diventerà amica di Winston.

## Episodi
| Stagione       | Episodi | Prima TV USA | Prima TV Italia |
| -------------- | ------- | ------------ | --------------- |
| Prima stagione | 20      | 2016         | 2016            |

## Produzione
La serie è stata trasmessa allo scopo di rimpiazzare la mancanza della seconda stagione di Scuola di magia, che sarebbe dovuta cominciare proprio il 10 aprile 2016. Le riprese hanno avuto inizio a inizio novembre 2015, il 2 marzo del 2016 la Nickelodeon ha annunciato che avrebbero ordinato 20 episodi divisi in una stagione. La serie è stata cancellata per troppi bassi ascolti.